# Morshyn
Morshyn (em ucraniano:  Моршин, em polonês/polaco:  Morszyn-Zdrój) é uma cidade da Ucrânia, situada no Oblast de Leópolis. Tem 2,22 km² de área e sua população em 2020 foi estimada em 5.754 habitantes.